# Euplectrus maternus
Euplectrus maternus är en stekelart som beskrevs av Bhatnagar 1952. Euplectrus maternus ingår i släktet Euplectrus och familjen finglanssteklar. Inga underarter finns listade i Catalogue of Life.